# Redskins

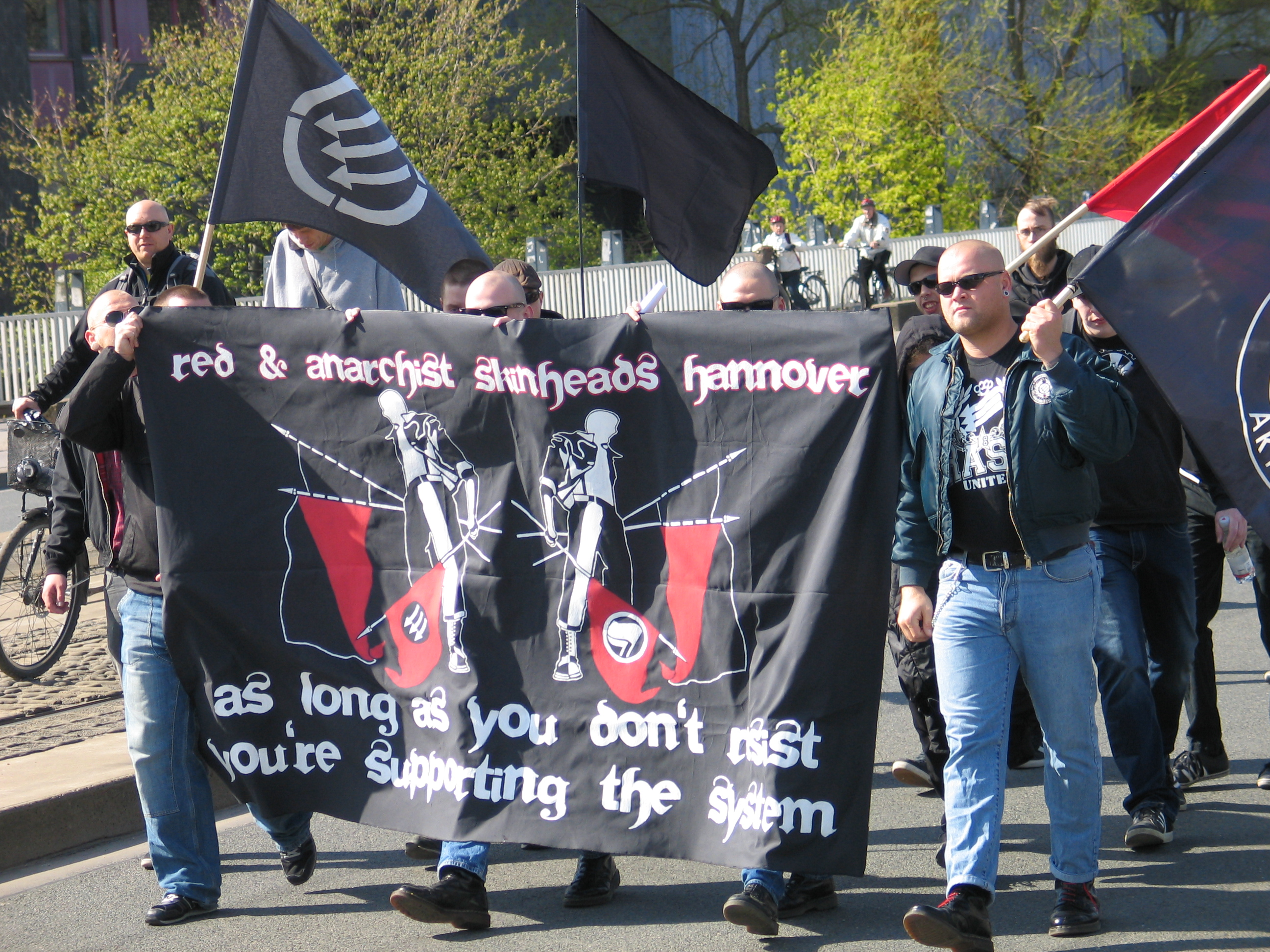
Demonstracja redskinów

Redskins – ruch lewicowych skinheadów, zapoczątkowany w USA. Ruch grupuje osoby odwołujące się do stylistyki skinhead o antynazistowskich, nieraz komunistycznych poglądach. Wiele grup muzycznych związanych ze sceną redskins funkcjonowało w krajach południowej Europy, głównie Hiszpania – (zwłaszcza Kraj Basków), Portugalia, Włochy, ale również Wyspy Brytyjskie. Jego przedstawiciele muzyczni to np. angielskie grupy Redskins, Red London, włoskie Los Fastidios, czy hiszpańskie Kortatu popierające niepodległościowe dążenia Basków. Wśród redskinów dominują poglądy trockistowskie oraz marksistowskie, choć dużą część stanowią anarchiści. Stąd też często lewicę w subkulturze skinhead nazywa się Red and Anarchist Skinheads.
W Polsce obecnie największą grupę skinheadów stanowią SHARP-owcy (SHARP to skrót od Skinheads Against Racial Prejudice), których cechuje sprzeciw wobec ideologii rasizmu.